# Muscle of Love
Albums de Alice Cooper group
Billion Dollar Babies
(1973) Welcome to My Nightmare
(1975)
Singles
1. Teenage Lament '74
Sortie : 1973
2. Muscle of Love
Sortie : 1974

Muscle of Love est le septième et dernier album studio du groupe Alice Cooper. Il est sorti le 20 novembre 1973 via Warner Bros. Records et a été produit par Jack Douglas, Jack Richardson. 

## Historique
Cet album fut enregistré en partie dans la maison que le groupe louait à Greenwich ainsi que dans les Record Plant Studios de New-York et les studios Sunset Sound Recorders d' Hollywood en Californie.
Les musiciens qui accompagnaient le chanteur depuis le premier album Pretties For You en 1969 se séparèrent de ce dernier après la tournée de promotion, pour être remplacés sur le prochain album Welcome to My Nightmare, par des requins de studios, mettant ainsi fin au groupe. Mais Vincent Furnier décida de poursuivre sous le nom d'Alice Cooper. Certains des musiciens qui prendraient la relève sur le prochain album apparaissent déjà sur celui-ci dont le giotariste Dick Wagner, ont joué avant avec Lou Reed et se retrouveraient éventuellement à travailler avec Peter Gabriel ainsi que le producteur Bob Ezrin.
La chanson Man With the Golden Gun a été initialement composé pour figurer sur la bande son du film du même nom de la série de films de James Bond. Mais quand la chanson arriva aux oreilles de la production, celle-ci avait déjà fixé son choix sur un morceau au titre homonyme interprété par la chanteuse écossaise Lulu. La chanson fut néanmoins incluse sur l'album ; on peut y noter la participation de Liza Minnelli.
Muscle of Love est certifié disque d'or le 7 décembre 1973 dépassant le demi-million de disques vendus. L'album débute à la 76e position aux États-Unis via le Billboard 200 le 8 décembre 1973 mais atteint sa meilleure montée la semaine du 12 janvier 1974 grimpant à la 10e position. Le disque se classe également à la 34e position au Royaume-Uni et parvient même à se classer au Japon en 2012, se classant à la 145e position. Cet album fut aussi le premier du groupe à se classer en France, une quatorzième meilleure place dans le top album.
Muscle of Love est sorti la même année que Billion Dollar Babies. L'album avait pour titre provisoire A Kiss and a Fist. Alice Cooper a écrit toutes les paroles de l'album en deux journées lors de ses congés pris à New York.

## Liste des titres

### Face 1
| No | Titre                      | Auteur                                                               | Durée |
| -- | -------------------------- | -------------------------------------------------------------------- | ----- |
| 1. | Big Apple Dreamin' (Hippo) | Alice Cooper, Michael Bruce, Glen Buxton, Dennis Dunaway, Neal Smith | 5:10  |
| 2. | Never Been Sold Before     | Alice Cooper, Bruce, Buxton, Dunaway, Smith                          | 4:20  |
| 3. | Hard Hearted Alice         | Alice Cooper, Bruce                                                  | 4:50  |
| 4. | Crazy Little Child         | Alice Cooper, Bruce                                                  | 4:58  |

### Face 2
| No | Titre                   | Auteur                                      | Durée |
| -- | ----------------------- | ------------------------------------------- | ----- |
| 5. | Working Up a Sweat      | Alice Cooper, Bruce                         | 3:31  |
| 6. | Muscle of Love          | Alice Cooper, Bruce                         | 3:42  |
| 7. | Man With The Golden Gun | Alice Cooper, Bruce, Buxton, Dunaway, Smith | 4:12  |
| 8. | Teenage Lament '74      | Alice Cooper, Smith                         | 3:51  |
| 9. | Woman Machine           | Alice Cooper, Bruce, Buxton, Dunaway, Smith | 4:29  |

## Musiciens
Composition du groupe
- Alice Cooper : chant
- Glen Buxton : guitare solo
- Michael Bruce : guitare rythmique, piano et orgue, chœurs
- Dennis Dunaway : basse, chœurs
- Neal Smith : batterie, percussion, chœurs

Personnel additionnel
- Mick Mashbir : guitare
- Dick Wagner : guitare
- Bob Dolin : claviers, chœurs
- Paul Prestopino: banjo sur Crazy Little Child
- Liza Minnelli : chœurs sur Teenage Lament '74 et The Man With the Golden Gun
- Ronnie Spector : chœurs sur Teenage Lament '74
- The Pointer Sisters : chœurs sur Teenage Lament '74 et Working Up a Sweat
- David Libert, Dennis Ferrante, Stu Day, Joe Gannon, The Big Cheese, Labelle: chœurs

## Charts & certification
| Pays                          | Meilleure position | Nombre de semaines |
| ----------------------------- | ------------------ | ------------------ |
| États-Unis (Billboard 200)    | 10e                | 21                 |
| Canada RPM Top albums         | 4e                 | 15                 |
| France (Top 100)              | 14e                | 16                 |
| Royaume-Uni (UK Albums Chart) | 34e                | 4                  |
| Japon (Oricon)                | 145e               | 1                  |

| Pays       | Certification | Ventes    | Date       |
| ---------- | ------------- | --------- | ---------- |
| États-Unis | Or            | 500 000 + | 07/12/1973 |

### Charts singles
| Année | Single             | Chart            | Durée du classement | Position |
| ----- | ------------------ | ---------------- | ------------------- | -------- |
| 1974  | Teenage Lament '74 | Hot 100          | 8 semaines          | 48e      |
| 1974  | Teenage Lament '74 | UK Singles Chart | 7 semaines          | 12e      |
| 1974  | Teenage Lament '74 | Single Top 100   | 1 semaine           | 43e      |
| 1974  | Teenage Lament '74 | RPM Top Singles  | 10 semaines         | 14e      |